# Luka Tošič
Luka Tošič (* 10. März 1988 in Jesenice, SR Slowenien) ist ein ehemaliger slowenischer Eishockeyspieler, der zuletzt bis 2016 bei der HDD Jesenice in der österreichisch-slowenischen Inter-National-League unter Vertrag stand.

## Karriere
Luka Tošič begann seine Karriere als Eishockeyspieler in der Jugendabteilung des HK MK Bled, für dessen Profimannschaft er in der Spielzeit 2007/08 erstmals in der Slowenischen Eishockeyliga spielte, nachdem er in der Vorsaison bereits einige Spiele auf Leihbasis für den HK Triglav Kranj in dieser Klasse absolviert hatte. 2009/10 spielte er mit seiner Mannschaft in der Slohokej Liga, wechselte aber vor den Playoffs zum HDK Maribor, mit dem er durch einen Finalsieg über den HK Partizan Belgrad die Liga gewinnen konnte. Anschließend wechselte er zu den Diables Rouges de Briançon in die französische Ligue Magnus, mit denen er das Finale des französischen Ligapokals erreichte. Trotz dieses relativen Erfolges wechselte er bereits nach einer Spielzeit in seine slowenische Geburtsstadt zum HK Jesenice, für den er in der Österreichischen Eishockey-Liga und in den Playoffs der slowenischen Eishockeyliga auf dem Eis stand. Da die Mannschaft nach der Saison aus finanziellen Gründen aufgelöst wurde, wechselte er im Sommer 2012 nach Italien zum HC Alleghe. Aber auch dort hielt es den Wandervogel nur ein Jahr und er wechselte zunächst zu den Ours de Villard-de-Lans in die französische Ligue Magnus und kehrte 2014 in seine Geburtsstadt Jesenice zurück, wo er bei der HDD Jesenice in der Inter-National-League und der slowenischen Eishockeyliga spielte. 2015 wurde er mit dem Klub slowenischer Meister. 2016 beendete er seine Karriere.

### International
Für Slowenien nahm Tošič im Juniorenbereich an der U18-Weltmeisterschaft der Division I 2006 sowie den U20-Weltmeisterschaften der Division I 2007 und 2008 teil.
Im Seniorenbereich stand er im Aufgebot seines Landes bei der Weltmeisterschaft der Top-Division 2013 und in der Division I 2014, als nach dem Abstieg im Vorjahr der umgehende Wiederaufstieg in die Top-Division gelang.

## Erfolge und Auszeichnungen
- 2010 Gewinn der Slohokej Liga mit dem HDK Maribor
- 2014 Aufstieg in die Top-Division bei der Weltmeisterschaft der Division I, Gruppe A
- 2015 Slowenischer Meister mit der HDD Jesenice

## Statistik
(Stand: Ende der Saison 2013/14)